# Paris (álbum de The Cure)

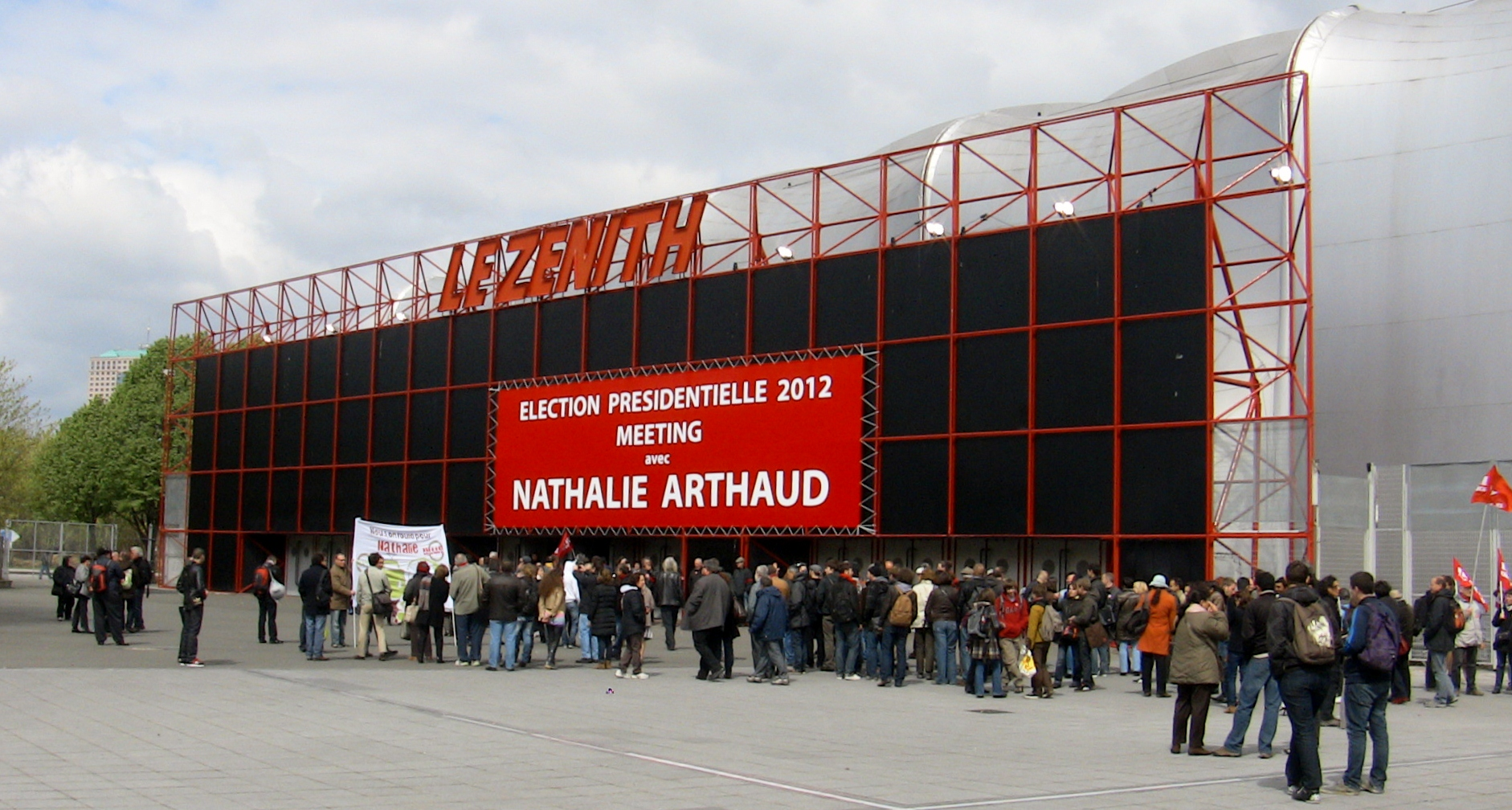
En la foto, el pabellón Le Zénith de París, Francia fue el lugar donde se grabó el cuarto directo de la discografía de The Cure y segundo de la gira de álbum Wish.

Paris es el cuarto álbum en vivo por la banda británica de rock, The Cure. Fue lanzado al mercado en 1993.
La grabación se produjo en la parte europea del Wish Tour, gira promocional del álbum Wish, realizada en 1992. El disco se lanzó al mismo tiempo que Show, álbum también grabado durante el Wish Tour, pero durante los conciertos americanos. A diferencia de este último, Paris contiene un mayor número de canciones de culto del grupo y no tantos sencillos.
En marzo de 2024 se lanzaría una versión remasterizada y expandida que incluiría los temas “Shake Dog Shake” y “Hot Hot Hot!!!”.

## Recepción

### Posiciones y certificaciones
| Año  | Lista | Posición | Certificación |
| ---- | ----- | -------- | ------------- |
| 1993 | EUA   | 118      | —             |
| 1993 | UK    | 56       | —             |
| 1993 | AUS   | 72       | —             |

## Lista de canciones

### Edición en vinilo
| Lado A 1. «The Figurehead» - 7:26 2. «One Hundred Years» - 7:15 Lado B 1. «At Night» - 6:39 2. «Play for Today» - 3:50 3. «Apart» - 6:37 | Lado C 1. «In Your House» - 3:59 2. «Lovesong» - 3:31 3. «Catch» - 2:41 4. «A Letter to Elise» - 4:50 Lado D 1. «Dressing Up» - 2:49 2. «Charlotte Sometimes» - 3:58 3. «Close to Me» - 3:57 |

### Edición en CD
| Paris |                       |          |  |
| N.º   | Título                | Duración |  |
| 1.    | «The Figurehead»      | 7:26     |  |
| 2.    | «One Hundred Years»   | 7:15     |  |
| 3.    | «At Night»            | 6:39     |  |
| 4.    | «Play for Today»      | 3:50     |  |
| 5.    | «Apart»               | 6:37     |  |
| 6.    | «In Your House»       | 3:59     |  |
| 7.    | «Lovesong»            | 3:31     |  |
| 8.    | «Catch»               | 2:41     |  |
| 9.    | «A Letter to Elise»   | 4:50     |  |
| 10.   | «Dressing Up»         | 2:49     |  |
| 11.   | «Charlotte Sometimes» | 3:58     |  |
| 12.   | «Close to Me»         | 3:57     |  |

## Créditos
| The Cure - Robert Smith - (Líder), guitarrista, voz - Simon Gallup - Bajista - Porl Thompson - Guitarrista - Boris Williams - Baterista, percusionista - Perry Bamonte - Teclista, Guitarrista | Producción - Grabado en: Le Zénith, París, Francia (1992) - Mezclado por: Robert Smith y Brian 'Chuck' New en New at comforts place studios - Ingeniero asistente: Ray Mascarenas & Mark Robinson - Cruz Roja y de la Media Luna Roja recibieron el 50% de los royalties de las ventas del disco. |